# Pam

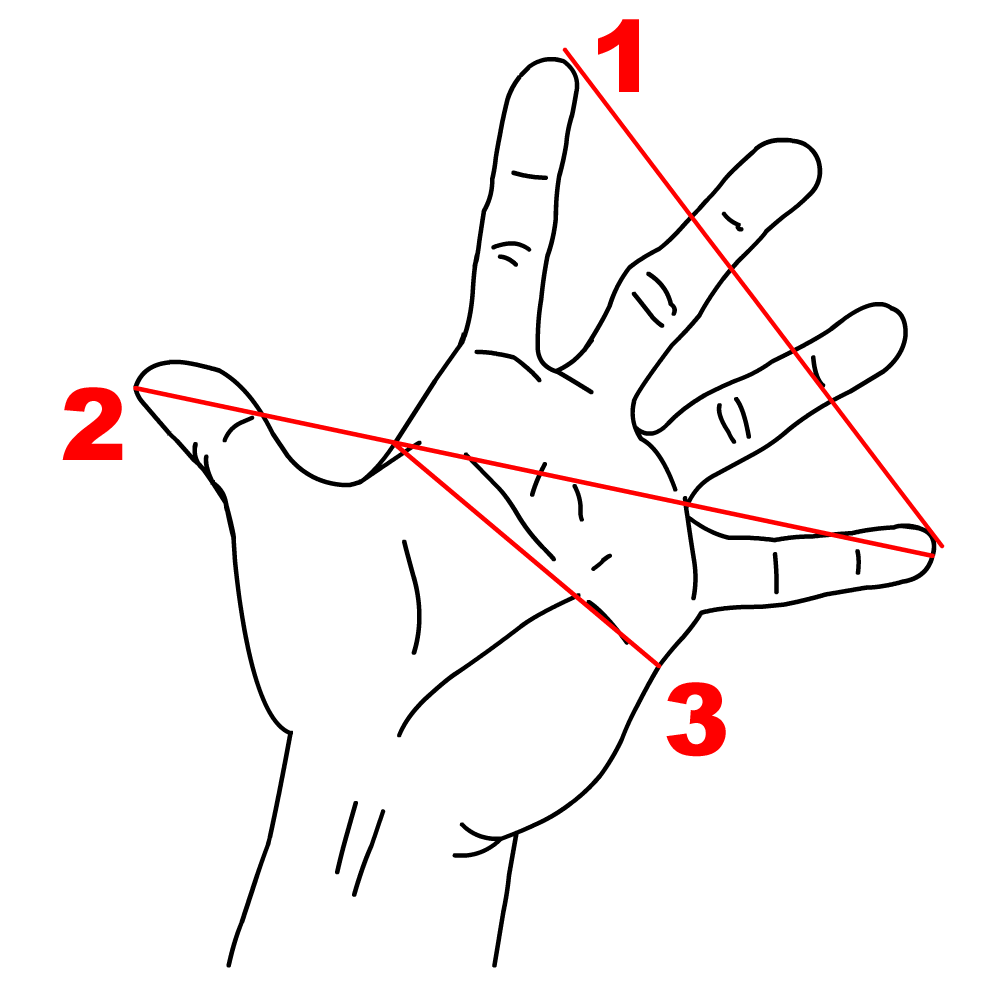
La línia 2 representa el pam.

Un pam o palm és una antiga unitat de longitud antropomètrica (la mesura entre l'extrem del dit polze i l'extrem del menovell amb els dits estesos) que es va estandarditzar en 20,873 centímetres. A Catalunya i les Illes era la vuitena part de la cana. Al País Valencià és la quarta part de la vara.
A la Roma antiga existia una mesura anomenada palmus, que era l'ample del palmell de la mà, sense comptar el polze, que equivalia a 7,3925 centímetres.